# Alain Milián
Alain Milián (* 15. Januar 1983 in Ciego de Ávila) ist ein kubanischer Ringer. Der 1,73 Meter große Student ringt beim Verein Cerro Pelado in Havanna.

## Erfolge
- 2005, 3. Platz, Weltcup, GR,  hinter Sergej Kutarew, Russland und Mehdi Tavakoli, Iran

- 2005, 1. Platz, Panamerika-Meisterschaft in Guatemala-Stadt, GR, vor Armando Oliver, Venezuela

- 2005, 3. Platz, WM in Budapest, GR, mit Siegen über Eamonn Dorgan, Irland, Michael Beilin, Israel, Damirbek Asylbekuly, Kirgisistan und Armen Wardanjan, Ukraine und einer Niederlage gegen Nikolai Gergow, Bulgarien

- 2006, 2. Platz, Weltcup, GR, hinter Sergei Kowalenko, Russland

- 2006, 17. Platz, WM in Guangzhou, mit Sieg über Vitali Zhuk, Belarus und einer Niederlage gegen Ionuț Panait, Rumänien

- 2007, 3. Platz, Panamerikan. Spiele

- 2008, 1. Platz, Panamerika-Meisterschaft

- 2008, 9. Platz, Olympische Spiele in Peking